# Klyxum tuberculosa
Klyxum tuberculosa är en korallart som först beskrevs av Tixier-Durivault 1970.  Klyxum tuberculosa ingår i släktet Klyxum och familjen Alcyonidae. Inga underarter finns listade i Catalogue of Life.